# 노래의 날개 위에
〈노래의 날개 위에(독일어: Auf Flügeln des Gesanges, 영어: On Wings of Song)〉는 하인리히 하이네가 지은 시이다. 그의 시집 《노래책》(독일어: Buch der Lieder)에 실려 있다. 

## 음악
이 시를 토대로 한 멘델스존이 지은 가곡이 존재한다.